# Egmont Publishing Sverige
Egmont Publishing Sverige (Egmont Publishing AB) är ett svenskt förlag och medieföretag inom Danmarksbaserade Egmont Media Group (tidigare känd som Gutenberghus). Det bildades 2013 genom en sammanslagning av Egmont Tidskrifter och Egmont Kids Media Nordic. Företaget utvecklar innehåll för både tryckta medier och digitala plattformar, och har även etablerat sig inom digitala tillväxtområden, såsom e-handel och digital marknadsföring.

## Verksamhet
Egmont Publishing Sverige fokuserar primärt på de tre huvudområdena Publishing (utgivning), digital marknadsföring och e-handel.
Förlagsverksamheten innefattar publicering av ett hundratal tidningar, tidskrifter och serier, däribland Hemmets Journal, Icakuriren, Kalle Anka & C:o, Vagabond och Café. Därutöver ger företaget även ut böcker, spel, pyssel och pussel under varumärket Kärnan, samt arrangerar event och läsaresor.
Förlaget är hel- och delägare i ett flertal nordiska byråer inom digital kommunikation och marknadsföring. Där ingår bland annat Klintberg Nihlén, KAN och Ingager.
Företagets nordiska e-handelsverksamhet innefattar hel- och delägarskap i de svenska företagen Bagaren och Kocken, Outnorth och Jollyroom.

## Historia
1921 bildades Hemmets Journals förlag, och första numret av tidskriften gavs ut. Detta blev startskottet för Egmonts (dåvarande Gutenberghus) svenska medieverksamhet.
Hemmets Journals förlag och bokförlaget Richter, båda dotterbolag inom Gutenberghus-koncernen, gav 1948 ut första numret av serietidningen Kalle Anka & C:o. Sedan 1959 ges tidningen ut varje vecka.
1978 köpte dåvarande Gutenberghus-koncernen den Helsingborgsbaserade speltillverkaren Kärnan AB.
Gutenberghus tog 1990 över tidningsutgivningen av Bamse, skapad av Rune Andréasson.
1997 köpte Egmont-koncernen Semic Press. Detta förvandlade företaget till den största utgivaren av serietidningar i Sverige.
2013 bildades Egmont Publishing, efter att Egmont Tidskrifter (främst magasin och veckotidningar för en vuxen målgrupp) och Egmont Kids Media Nordic (främst serietidningar, barn- och ungdomstidningar, böcker och aktivitetsprodukter) slagits samman till ett gemensamt bolag. Samma år köptes Forma Publishing Group (tidigare Ica Förlaget AB), vilket inkluderade tidskrifterna Icakuriren, tidningen Hälsa, Hus & Hem och Scandinavian Retro. Fem år senare förvärvades tidskriften Café från Aller Media AB.
Under 2010-talet har Egmont Publishing blivit allt mer verksamt inom digitala medier och verksamheter. 2016 blev man delägare i den svenska Facebook-byrån Inager, och året efter köpte man en majoritetspost och senare helägare i det svenska e-handelsbolaget Bagaren och Kocken.
Från 2015 och framåt har Egmont Publishing successivt sänkt sina redaktionella ambitioner och stegvis monterat ner sin redaktionella organisation. 2015 fick 37 medarbetare sluta, året därpå 15 stycken, 2017 försvann 23 tjänster och 2019 ytterligare 36 tjänster. Majoriteten av dessa tjänster fanns inom den redaktionella organisationen men även övriga avdelningar har bantats ner.  

## Varumärken Publishing Sverige

### Vuxna
- Allt om Husvagn & Camping
- Auto Motor & Sport
- Båtnytt
- Café
- Classic Motor
- Golf Digest
- Hemmets Journal
- Historiska brott & mysterier
- Hus & Hem
- Hälsa
- Icakuriren
- King
- Power Magazine
- Praktiskt Båtägande
- Scandinavian Retro
- Sportfack
- Svenska Öden & Äventyr
- Svensk Golf
- Tidningen Nära
- Utemagasinet
- Vagabond
- V75Guiden
- Wheels Magazine
- Åka Skidor

### Serier
- Agent X9
- Bamse
- Fantomen
- Herman Hedning
- Hälge
- Kalle Anka & C:o
- Knasen
- Min Häst
- Musse Pigg
- Nemi
- Nya Serieparaden
- Pondus
- Scooby-Doo
- Tom och Jerry
- Uti vår hage
- 91:an

### Barn och ungdom
- Barbie
- Bilar
- GOAL
- Julia
- Lego Friends
- Lego NexoKnights
- Lego StarWars
- Lego Ninjago
- My Little Pony
- Pets
- Pokémon
- Prinsessor
- Pro Hockey
- Sofia den första
- StarWars
- TopModel

### Kärnan
Under varumärket Kärnan producerar Egmont Publishing spel, pussel, pysselprodukter, aktivitetsböcker, mjukdjur och barnböcker. Varumärket grundades 1946, och ägs sedan 1978 av Egmont-koncernen. Företaget producerar produkter i samarbete med andra varumärken som Bamse, Alfons Åberg, Pippi Långstrump, Kalle Anka, Lilla spöket Laban, Smurfarna, Star Wars, Barbie, Hello Kitty, med flera.